# 天璣科技
上海天璣科技股份有限公司，簡稱上海天璣科技股份、上海天璣科技，以及天璣科技（英語：Shanghai DragonNet Technology Co., Ltd.，深交所：300245），於2001年由陸文雄（董事長）於上海市桂平路481号18号楼4楼（總部）創立，前身為「上海天玑科技有限责任公司」。
現時業務在國內經營資訊科技支援業務，招股價為20元人民幣，發行新股為1,700 万股，3.4億元人民幣集資額，而股份則在2011年7月19日於深交所創業板上市。

## 链接
- DNT.com.cn（页面存档备份，存于）